# Парное сравнение
Парное сравнение представляет собой процесс сравнения объектов в парах, чтобы определить, какой из них является предпочтительным, или имеет большее количество некоторых количественных свойств, или идентичны ли два объекта. Метод парного сравнения используется в научном исследовании предпочтений, отношений, систем голосования, социального выбора, общественного выбора, инженерии требований и многоагентных систем ИИ. В литературе по психологии это часто называют парным сравнением.
Специалист по психометрии Л. Л. Тёрстоун впервые представил научный подход к использованию парных сравнений для измерения в 1927 году, который он назвал законом сравнительного суждения. Тёрстоун связал этот подход с психофизической теорией, разработанной Эрнстом Генрихом Вебером и Густавом Фехнером. Тёрстоун продемонстрировал, что этот метод можно использовать для упорядочивания элементов по такому параметру, как предпочтение или важность, с использованием шкалы интервального типа.
Математик Эрнст Цермело (1929) впервые описал модель для парных сравнений шахматного ранжирования в незавершённых турнирах, которая служит основой (хотя и не используется какое-то время) для таких методов, как рейтинговая система Эло, и эквивалентна системе Брэдли-Терри, предложенной в 1952 году.

## Обзор
Возможно предпочтение между двумя взаимно отличающимися альтернативами, это предпочтение может быть выражено как парное сравнение. Если двумя альтернативами являются x и y, следующие возможные парные сравнения:
- предпочтение x, а не y : " x > y «или» xPy ";
- предпочтение y вместо x : " y > x «или» yPx ";
- равенство обеих альтернатив: " x знак равно y «или» xIy.

## Вероятностные модели
С точки зрения современной психометрической теории вероятностных моделей, которая включает в себя подход Тёрстоуна (также называемой законом сравнительного суждения), используется модель Брэдли — Терри — Luce (BTL), модель общей стохастической транзитивности. Модель BTL часто применяется для сравнения данных парной шкалы предпочтений. Модель BTL идентична модели Тёрстона, если используется простая логистическая функция. Тёрстон использовал нормальное распределение в приложениях модели. Простая логистическая функция изменяется менее чем на 0,01 от совокупного нормального распределения по всему спектру, учитывая произвольный масштабный коэффициент.
В модели BTL вероятность того, что объект j будет иметь большее количество атрибутов, чем объект i, составляет:
{\displaystyle \Pr\{X_{ji}=1\}={\frac {e^{{\delta _{j}}-{\delta _{i}}}}{1+e^{{\delta _{j}}-{\delta _{i}}}}}=\sigma (\delta _{j}-\delta _{i}),},
где {\displaystyle \delta _{i}} — это масштабное расположение объекта {\displaystyle i}; {\displaystyle \sigma } — логистическая функция. Например, расположение весов может отражать воспринимаемое количество продукта или воспринимаемый вес объекта.
Модель BTL, модель Тёрстона, а также модель Раша для измерения тесно связаны и относятся к одному классу стохастической транзитивности.
Тёрстон использовал метод парных сравнений как подход к измерению воспринимаемой интенсивности физических стимулов, установок, предпочтений, выбора и ценностей. Он также изучал применение разработанной им теории для опросов общественного мнения и политического голосования (Thurstone, 1959).
Ирландский исследовательский стартап OpinionX запустил в 2020 году инструмент вероятностного парного сравнения, который использует байесовскую рейтинговую систему в стиле Глико вместе с алгоритмом взвешенного отбора для выбора подмножества утверждений из общего списка для каждого участника голосования.

## Транзитивность
Для агента принятия решений, если информация, цель и альтернативы, используемые агентом, остаются постоянными, то обычно предполагается, что парные сравнения этих альтернатив являются транзитивными. Большинство согласны с тем, что такое транзитивность, хотя есть споры о транзитивности безразличия. Правила транзитивности следующие для агента принятия решений:
- если xPy и yPz, то xPz;
- если xPy и yIz, то xPz;
- если xIy и yPz, то xPz;
- если xIy и yIz, то xIz.

Это соответствует тому, что (xPy или xIy) является полным предварительным порядком, P — соответствующий строгий слабый порядок, а I — соответствующее отношение эквивалентности.
Вероятностные модели также порождают стохастические варианты транзитивности, которые могут быть проверены на удовлетворение (нестохастической) транзитивности в пределах ошибок оценок масштабного расположения объектов. Таким образом, для применения вероятностных моделей решения не обязательно должны быть детерминированно транзитивными. Однако транзитивность обычно сохраняется для большого количества сравнений, если можно эффективно применять такие модели, как BTL.
Используя тест на транзитивность, можно выяснить, содержит ли набор данных парных сравнений более высокую степень транзитивности, чем ожидалось случайно.

## Аргумент непротиворечивости безразличия
Рассмотрим следующий пример. Предположим, вы любите яблоки и предпочитаете яблоки побольше. Теперь предположим, что существует яблоко A, яблоко B и яблоко C, которые имеют идентичные внутренние характеристики, за исключением следующего. Предположим, что B больше, чем A, но его невозможно различить без чрезвычайно точной шкалы. Далее предположим, что C больше, чем B, но это также невозможно различить без чрезвычайно точной шкалы. Однако разница в размерах между яблоками A и C достаточно велика, и вы можете заметить, что C больше, чем A, без точной шкалы. С психофизической точки зрения, разница в размерах между A и C выше просто заметной разницы ('jnd'), в то время как разница в размерах между A и B, а также B и C ниже jnd.
Вы сталкиваетесь с тремя парами яблок без помощи точной шкалы. Следовательно, когда представлены только A и B, вам безразлично яблоко A и яблоко B; и вам безразлично различие между яблоком B и яблоком C, когда они представлены только B и C. Однако, когда показаны пары A и C, вы предпочитаете C, а не A.

## Преференциальные заказы
Если парные сравнения фактически транзитивны по отношению к четырём упомянутым правилам, то парные сравнения для списка альтернатив (A1, а2, а3, … An−1, и An) могут иметь вид:
а1 (> ИСКЛЮЧаЮЩЕЕ ИЛИ =) а2 (> ИСКЛЮЧаЮЩЕЕ ИЛИ =) а3 (> ИСКЛЮЧаЮЩЕЕ ИЛИ =) … (> ИСКЛЮЧаЮЩЕЕ ИЛИ =) аn−1 (> ИСКЛЮЧаЮЩЕЕ ИЛИ =) аn.
Например, если есть три альтернативы a, b и c, то возможными порядками предпочтений являются:
- {\displaystyle a>b>c};
- {\displaystyle a>c>b};
- {\displaystyle b>a>c};
- {\displaystyle b>c>a};
- {\displaystyle c>a>b};
- {\displaystyle c>b>a};
- {\displaystyle a>b=c};
- {\displaystyle b=c>a};
- {\displaystyle b>a=c};
- {\displaystyle a=c>b};
- {\displaystyle c>a=b};
- {\displaystyle a=b>c};
- {\displaystyle a=b=c}.

Если количество альтернатив равно n и безразличие не допускается, то количество возможных порядков предпочтения для любого данного n-значения равно п!. Если безразличие разрешено, то количество возможных предпочтительных заказов равно общему количеству предварительных заказов. Его можно выразить как функцию от n:
{\displaystyle \sum _{k=1}^{n}k!S_{2}(n,k),}
где S 2 (n , k) — число Стирлинга второго рода.

## Приложения
Одним из важных применений парных сравнений является широко используемый процесс аналитической иерархии, структурированный метод, помогающий людям принимать сложные решения. Он использует парные сравнения материальных и нематериальных факторов для построения шкал соотношений, которые полезны при принятии важных решений.
Ещё одно важное приложение — это метод «потенциально все парные ранжирования всех возможных альтернатив» (PAPRIKA). Метод предполагает, что лицо, принимающее решение, многократно парно сравнивает и ранжирует альтернативы, определённые по двум критериям или атрибутам одновременно и предполагающие компромисс, а затем, если лицо, принимающее решение, решает продолжить, парные сравнения альтернатив, определённых по последовательно большему количеству критериев. На основе парного ранжирования определяется относительная важность критериев для лица, принимающего решения, выраженная в виде весов.